# کلیسای جامع سن سامسون

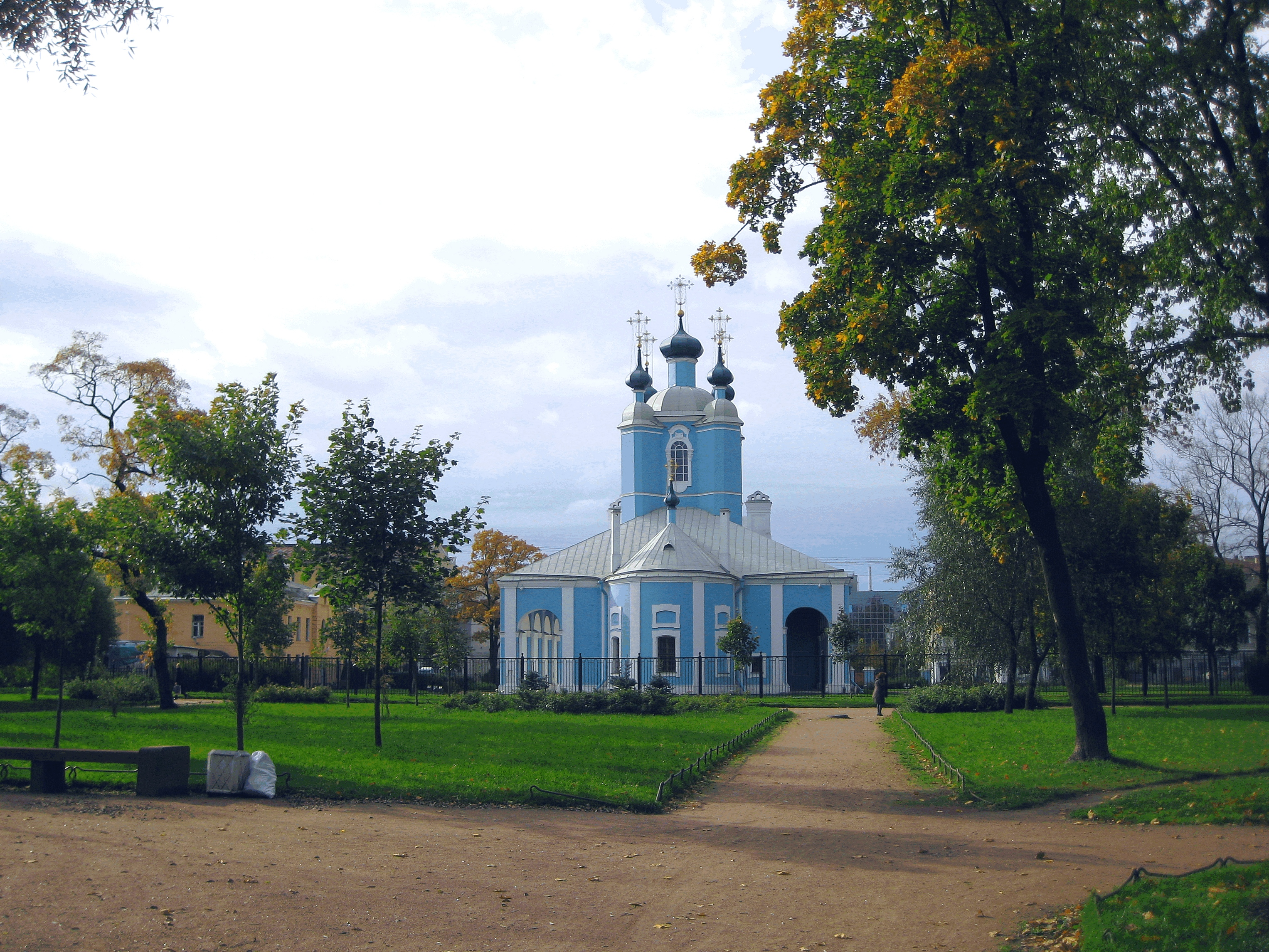

کلیسای جامع سن سامسون (روسی: Сампсониевский собор)، یکی از قدیمیترین کلیساهای شهر سن پترزبورگ است. آن در ناحیه ویبورگ، حومه شمالی شهر قرار دارد و نامش را به خیابانی به همین نام داده‌است. گفته می‌شود در این کلیسا بود که کاترین دوم روسیه با گریگوری پوتمکین مخفیانه در سال ۱۷۷۴ ازدواج کرد.
کلیسای سنگی با برج ناقوس بر محل کلیسای چوبی ای قرار دارد که به افتخار سامسون غریب نواز در سال ۱۷۱۰ ساخته شده بود. در روز جشن تقدیس آن قدیس بود که پتر کبیر در نبرد پلتاوا بر کارل دوازدهم سوئد پیروز شد. کلیسای حال حاضر در زمان حکومت آنای روسیه ساخته شد. اگرچه هیچ سندی از نام معمار کلیسای جامع وجود ندارد، اما گمان برده می‌شود که این اثر از دومنیکو ترتزینی بوده باشد. این کلیسای جامع که در ابتدا فقط با یک گنبد مرکزی ساخته شده بود، در سال ۱۷۶۱ با افزودن چهار قبه به سبک سنتی روسی تغییر یافت.
کلیسای جامع به مناسبت دویستمین سالگرد پیروزی پلتاوا به‌طور کامل بازسازی شد. در این زمان بود که کلیسا به درجه کلیسای جامع ارتقا یافت. این کلیسا در دهه ۱۹۳۰ توسط شوروی منحل شد و ساختمان به یک انبار تبدیل شد. در اواخر دهه ۱۹۷۰ مرمت و در سال ۲۰۰۰ به عنوان موزه بازگشایی شد.